# Яссыада

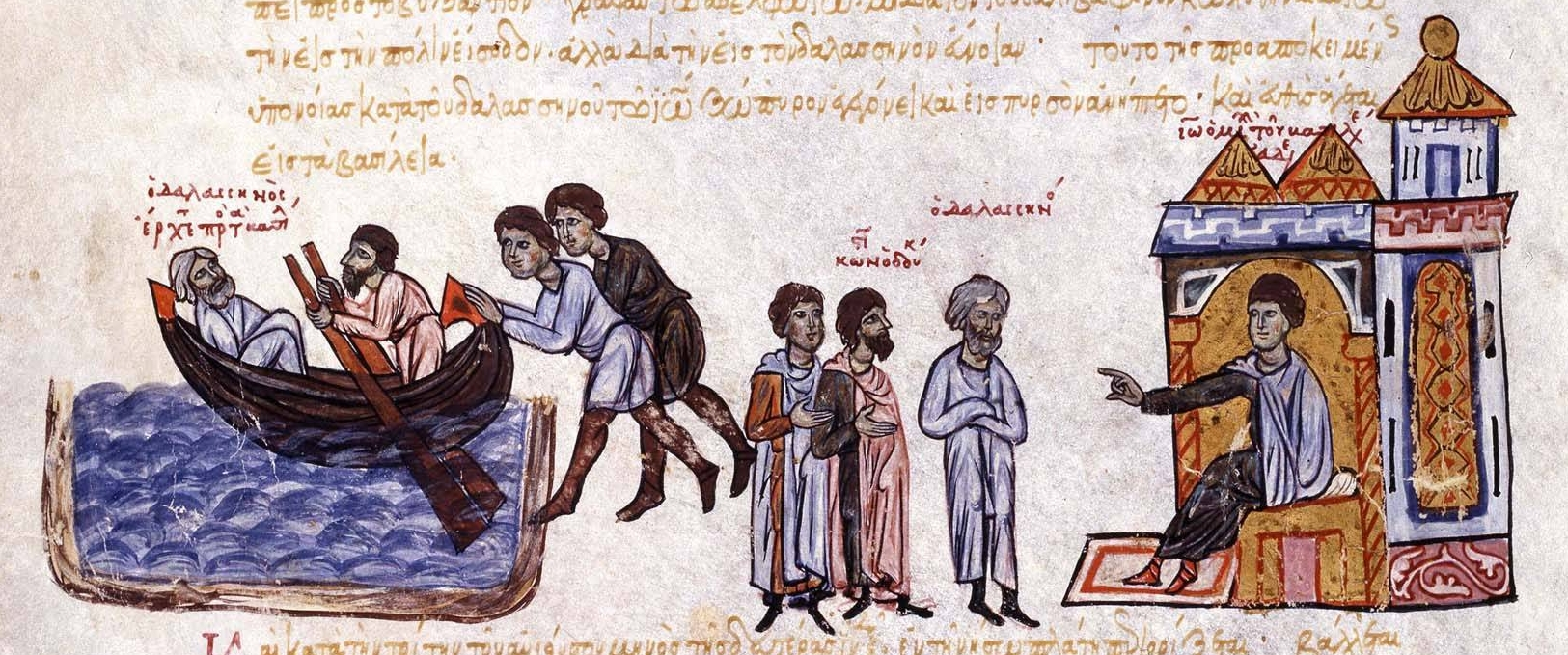
Иоанн Орфанотроф отправляет Константина Далассена в ссылку на остров Плати (Яссыада), миниатюра из «Мадридского Скилицы»

Яссыада (тур. Yassıada), также известная как Остров демократии и свободы (тур. Demokrasi ve Özgürlükler Adası), — один из Принцевых островов в Мраморном море, к юго-востоку от Стамбула. В переводе с турецкого «Яссыада» означает «плоский остров»). В 2013 года он был официально переименован в «Остров демократии и свободы» в память о военном перевороте 1960 года, первом в истории Турецкой Республики. В прошлом Яссыада называлась Плати (Πλάτη). Остров, площадь которого составляет 0,183 км², официально является районом в ильче Адалар (что по-турецки означает «Острова») провинции Стамбул (Турция).
Яссыада использовалась византийцами как место ссылки видных деятелей. К ним, например, относился армянский патриарх (католикос) Нерсес I, которого отправили на этот остров, прежде чем заключить в тюрьму на Принкипо в IV веке. В XI веке византийцы использовали остров для содержания там политических заключённых. Сохранились следы четырёх подземных тюремных камер этого периода. Византийский император Феофил построил на острове монастырь Платеа. Патриарх Игнатий, который был сослан на остров в 860 году, возвёл церковь. Туннели под церковью использовались как темницы. Остров был захвачен крестоносцами во время Четвёртого крестового похода в 1204 году.
В 1857 году Яссыада была приобретена британским послом бароном Генри Булвером, братом писателя Эдуарда Булвер-Литтона, который построил себе на его территории особняк и ряд других строений, чтобы спокойно жить на этом отдалённом острове. Генри Бульвер также организовал сельскохозяйственное производство на острове, чтобы, как минимум, обеспечивать продовольствием своё маленькое владение. Однако впоследствии Булвер продал Яссыаду хедиву Египта и Судана Исмаил-паше, который не возвёл на острове ни одного нового здания и в целом пренебрегал своим приобретением.
С образованием Турецкой Республики в 1923 году остров стал государственной собственностью, а в 1947 году Яссыада была передана Военно-морским силам Турции, построившим на нём несколько учебных зданий, которые в период с 1960 по 1961 год (после военного переворота 1960 года) служили местом проведения судебных процессов над членами бывшей правящей Демократической партии. Несколько подсудимых были приговорены к смертной казни, и трое из них, включая бывшего премьер-министра Аднана Мендереса, были доставлены на остров Имралы, расположенный к юго-западу от Яссыады, и казнены там в 1961 году.
После окончания судебных процессов Яссыада была возвращена Военно-морским силам Турции, а учебные занятия были возобновлены и проводились на острове до 1978 года.
В 1993 году Яссыада стал собственностью факультета морской жизни и морских ресурсов Стамбульского университета, который использовал его как место для учебных занятий и научных исследований. Однако сильные ветры на острове создавали дискомфорт для студентов, и в итоге занятия стали проводиться в другом месте.
Сегодня остров служит излюбленным местом для школ подводного плавания и дайверов-любителей.

## Переименование и переустройство
После политических судебных процессов 1960—1961 годов название «Яссыада» приобрело негативную коннотацию, что стало причиной её официального переименования в «Остров демократии и свободы» 7 ноября 2013 года.
После переименования остров подвергся масштабному переустройству в 2015 году. 27 мая 2020 года президент Турции Реджеп Эрдоган торжественно открыл обновлённый остров с «Музеем 27 мая», конференц-центром, отелем и мечетью.